# Тодорово (Плевенская область)
Тодорово (болг. Тодорово) — село в Болгарии. Находится в Плевенской области, входит в общину Плевен. Население составляет 398 человек.

## Политическая ситуация
В местном кметстве Тодорово, в состав которого входит Тодорово, должность кмета (старосты) исполняет Славянка  Пачева Иванова (независимый) по результатам выборов правления кметства.
Кмет (мэр) общины Плевен — Найден Маринов Зеленогорски (коалиция в составе 3 партий: Демократы за сильную Болгарию (ДСБ), Болгарский земледельческий народный союз (БЗНС), Союз демократических сил (СДС)) по результатам выборов в правление общины.